# Eliran Atar
Eliran Atar (Tel Aviv, Israel (17 de febrero de 1987) es un futbolista israelí que juega de delantero en el Bnei Yehuda de la Ligat ha'Al.

## Trayectoria

### Bnei Yehuda
Jugador de la cantera, Eliran Atar, dio el salto al primer equipo en el año 2004 y militó en el club hasta la temporada 2010, jugando un total 112 partidos en los que marcó 26 goles.En la temporada 2008/09 fue máximo goleador de la Ligat ha'Al y en febrero de 2009, en un partido contra el Maccabi Netanya, marcó un gol que le hizo candidato al Premio Puskás del año.

### Maccabi Tel Aviv
En la temporada 2010/11 ficha por 4 temporadas por el equipo de Tel Aviv con quien además de conseguir un título de liga consigue en la UEFA Europa League ser premiado como MVP en un partido contra el PSG.
A pesar de que se especulaba con el interés de varios equipos europeos por su fichaje (Real Betis, Parma o VfL Wolfsburg entre otros) acaba fichando por el Stade de Reims.

### Stade de Reims
Estuvo en el equipo francés, que militaba en la Ligue 1, durante una temporada jugando un total de 25 partidos en los que marcó 2 tantos.

### Maccabi Haifa
En enero de 2015 ficha por el equipo israelí de la Ligat ha'Al con quien logra la Copa de Israel.

## Selección nacional
Ha sido convocado en 6 ocasiones en las que ha jugado un total de 3 partidos. Su debut fue en un amistoso celebrado en 2012 contra Bielorrusia que acabó en derrota israelí por 1 a 2.

## Clubes
| Club             | País    | Año       | Partidos (goles) |
| ---------------- | ------- | --------- | ---------------- |
| Bnei Yehuda      | Israel  | 2004-2010 | 112 (26)         |
| Maccabi Tel Aviv | Israel  | 2010-2013 | 95 (53)          |
| Stade de Reims   | Francia | 2013-2015 | 25 (2)           |
| Maccabi Haifa    | Israel  | 2015-2017 | 50 (24)          |
| Maccabi Tel Aviv | Israel  | 2017-2020 |                  |
| Beitar Jerusalén | Israel  | 2020-2021 |                  |
| Bnei Yehuda      | Israel  | 2021-     |                  |

## Palmarés

### Campeonatos nacionales
| Título                 | Club             | País   | Año     |
| ---------------------- | ---------------- | ------ | ------- |
| Liga Premier de Israel | Maccabi Tel Aviv | Israel | 2012-13 |
| Copa de Israel         | Maccabi Haifa    | Israel | 2015-16 |
| Copa Toto Al           | Maccabi Tel Aviv | Israel | 2017-18 |
| Copa Toto Al           | Maccabi Tel Aviv | Israel | 2018-19 |
| Liga Premier de Israel | Maccabi Tel Aviv | Israel | 2018-19 |